# Буровс, Арнолдс
Арнольдс Альбертович Буровс (латыш. Arnolds Burovs; 29 апреля 1915, Рига — 13 января 2006, там же) — советский и латвийский режиссёр, сценограф и художник-мультипликатор. Народный артист Латвийской ССР (1988).

## Биография
Арнольдс Буровс родился 29 апреля 1915 года в Риге, в рабочей семье Альберта Буровса.
После смерти отца был вынужден совмещать занятия в школе с работой. Учился во 2-й Рижской гимназии, Рижском художественном ремесленном училище, Рижской народной консерватории по классу скрипки и Латвийской консерватории по классу контрабаса. Окончил Булдурскую школу садоводства (1941) и театральный факультет Латвийской государственной консерватории имени Я. Витола (1953).
Работал художником-декоратором в Государственном управлении книгоиздания и полиграфии (1941), рабочим в цехе декораций Народного театра (1941—1944). Был режиссёром и главным режиссёром Государственного кукольного театра Латвийской ССР (1944—1964), Рижского театра музыкальной комедии (1954—1959). С 1964 года режиссёр-постановщик Рижской киностудии, один из пионеров латвийской мультипликации.
Скончался 13 января 2006 года на девяносто первом году жизни в Риге. Вдова — актриса Элеонора Дуда.

## Награды и звания
Обладатель большого количества профессиональных наград за театральные постановки и мультипликационные ленты.
- Лауреат Государственной премии Латвийской ССР (1987).
- Народный артист Латвийской ССР (1988).
- Лауреат кинофестиваля «Большой Кристап».
- Кавалер ордена Трёх звёзд (1995).

## Творчество

### Работа режиссёра и сценографа

#### Латвийский театр кукол
- 1946 — «Приключения Буратино» Яниса Жигурса по сказке Алексея Толстого
- 1948 — «Робинзон» Яниса Жигурса и Мирдзы Кемпе по роману Даниеля Дефо
- 1950 — «Тимур и его команда» по повести Аркадия Гайдара
- 1951 — «Волшебная лампа Аладдина» Нины Гернет по мотивам арабских сказок
- 1952 — «Чудесный клад» Павла Маляревского
- 1957 — «Спридитис» Анны Бригадере
- 1959 — «По щучьему велению» Я. Тараховского по мотивам русских народных сказок
- 1960 — «Трёхгрошовая опера» Бертольта Брехта
- 1963 — «Четверо музыкантов» Бруно Саулитиса по сказке братьев Гримм
- 1964 — «Майя и Пайя» Анны Бригадере
- 1964 — «Дядя Мусор» С. Прокофьевой и В. Андриевич

#### Театр музыкальной комедии
- 1953 — «Мадемуазель Нитуш» Флоримона Эрве (дипломная работа)
- 1955 — «Корневильские колокола» Робера Планкета
- 1955 — «Треймейтенес» А. Вилнера и Х. Рейгерта на музыку Франца Шуберта
- 1957 — «Поцелуй Чаниты» Юрия Милютина
- 1958 — «Граф Люксембург» Франца Легара

## Фильмография

### Режиссёр
- 1966 — Ки-ке-ри-ку
- 1967 — SOS
- 1967 — Тигр Мяу-мяу
- 1968 — Цветы Ансиса
- 1968 — Чудной Даука
- 1969 — Бум и Пирамидон
- 1969 — Сказка о медяке
- 1970 — Последний крик моды
- 1970 — Неразбериха
- 1970 — Пигмалион
- 1970 — Старичок
- 1971 — Неразбериха (сборник)
- 1971 — Красные башмачки
- 1971 — Рогатая глина
- 1971 — Калейдоскоп-71
- 1972 — Украденный пудель
- 1973 — Яблонька
- 1974 — Как я стал трактористом
- 1975 — Подарок из Африки
- 1975 — Тринадцать
- 1976 — Умуркумурс
- 1977 — Козетта
- 1977 — По-По-Дру
- 1978 — Соколик
- 1978 — Искатель благополучия
- 1979 — Отчего не спалось мышонку?
- 1980 — Даже коню смешно
- 1981 — Бимини
- 1983 — Мечта
- 1984 — Последний лист
- 1985 — Приключения старого дворника
- 1986 — Папуля
- 1987 — Принцесса и пума
- 1987 — Братишка
- 1988 — Буду ждать тебя
- 1990 — Игра с жизнью

### Сценарист
- 1966 — Ки-ке-ри-ку
- 1967 — SOS
- 1967 — Тигр Мяу-мяу
- 1969 — Бум и Пирамидон
- 1969 — Сказка о медяке
- 1970 — Заячья капуста
- 1970 — Пигмалион
- 1970 — Старичок
- 1971 — Красные башмачки
- 1972 — Украденный пудель
- 1972 — Шубка ёжика
- 1973 — Яблонька
- 1974 — Как я стал трактористом
- 1975 — Подарок из Африки (в соавторстве с В. Якобсоном)
- 1975 — Полусказка (в соавторстве с В. Якобсоном)
- 1975 — Тринадцать
- 1976 — Умуркумурс
- 1977 — Козетта
- 1978 — Соколик
- 1978 — Искатель благополучия
- 1980 — Даже коню смешно
- 1981 — Бимини
- 1983 — Мечта
- 1984 — Последний лист
- 1985 — Приключения старого дворника
- 1986 — Папуля
- 1987 — Принцесса и пума
- 1987 — Братишка
- 1988 — Буду ждать тебя
- 1990 — Игра с жизнью

### Художник-постановщик
- 1968 — Цветы Ансиса
- 1970 — Неразбериха
- 1973 — Хочу! Хочу! Хочу!
- 1975 — Полусказка

### Художник
- 1966 — Ки-ке-ри-ку
- 1967 — SOS
- 1969 — Бум и Пирамидон